# タマミズキ
タマミズキ（玉水木、学名:Ilex micrococca Maxim.）とは、モチノキ科モチノキ属に分類される落葉高木の1種。和名は玉の果実が美しく、全体の樹形がミズキに似ていることに由来する。

## 特徴
非常に生長が早く、高さ10-15 mになる。しばしば大木となる。全株無毛。樹皮は灰褐色で、皮目が目立つ。本年枝には鈍い稜がある。枝に丸い皮目があり、冬芽は長さ1 mmほどの低い半球形で小さくあまり目立たない。芽鱗は4-6個、葉痕は半球形で、維管束痕は1個。葉は互生し、長さ7-13 cm、幅3-6 cmの楕円形または卵状長楕円形で、最大幅は基部寄り、洋紙質でなめらかで薄く、先は急に尖り、縁には波状の細かい鋸歯があり一見全縁に見え、サクラ類に似た形。両面とも無毛。葉柄は長さ1.5-2 cmで、紅色を帯びることが多い。葉脈は表面でへこみ、裏面に隆起する。

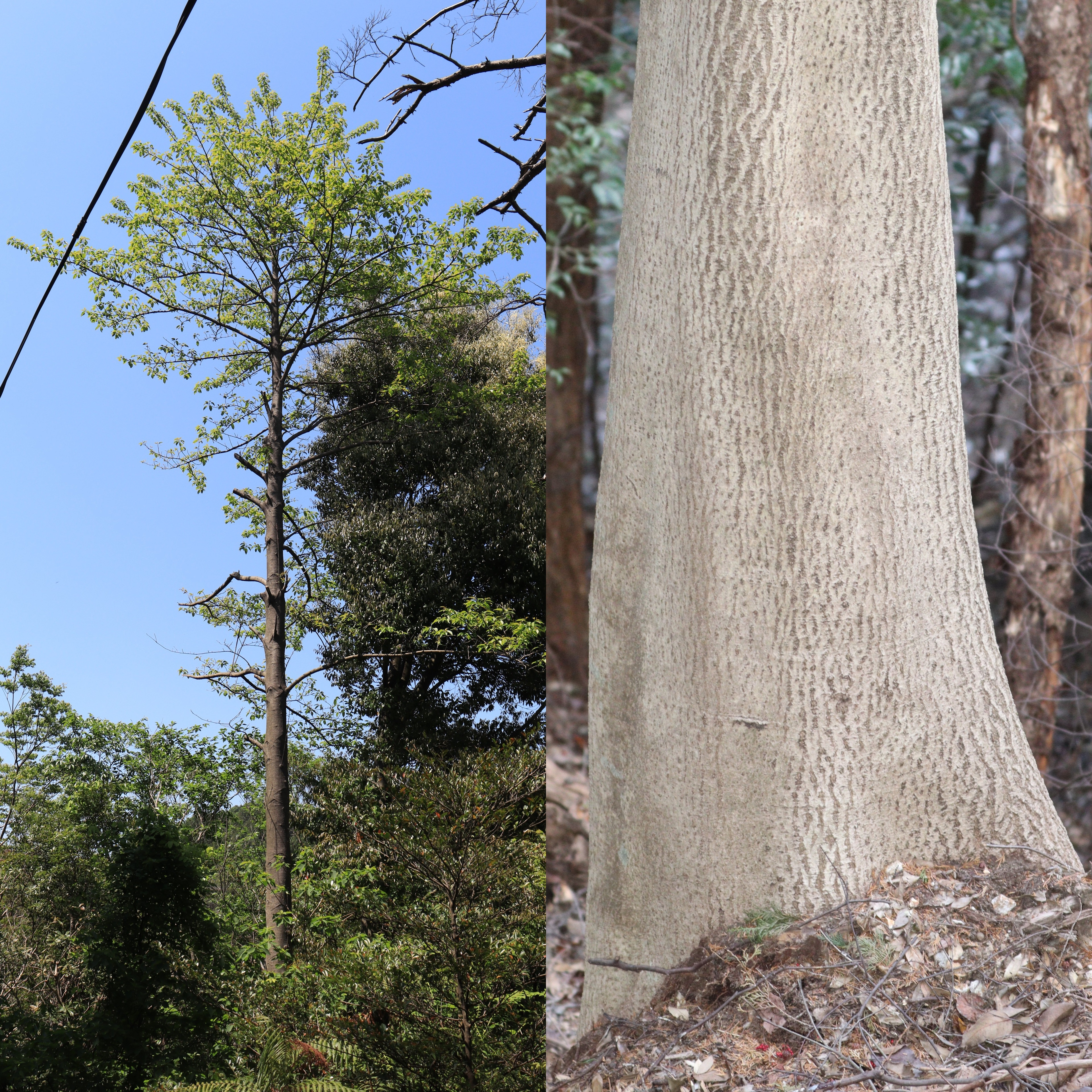
左：全体の樹形がミズキに似ている落葉高木のタマミズキ 右：樹皮は灰褐色で、皮目が目立つ
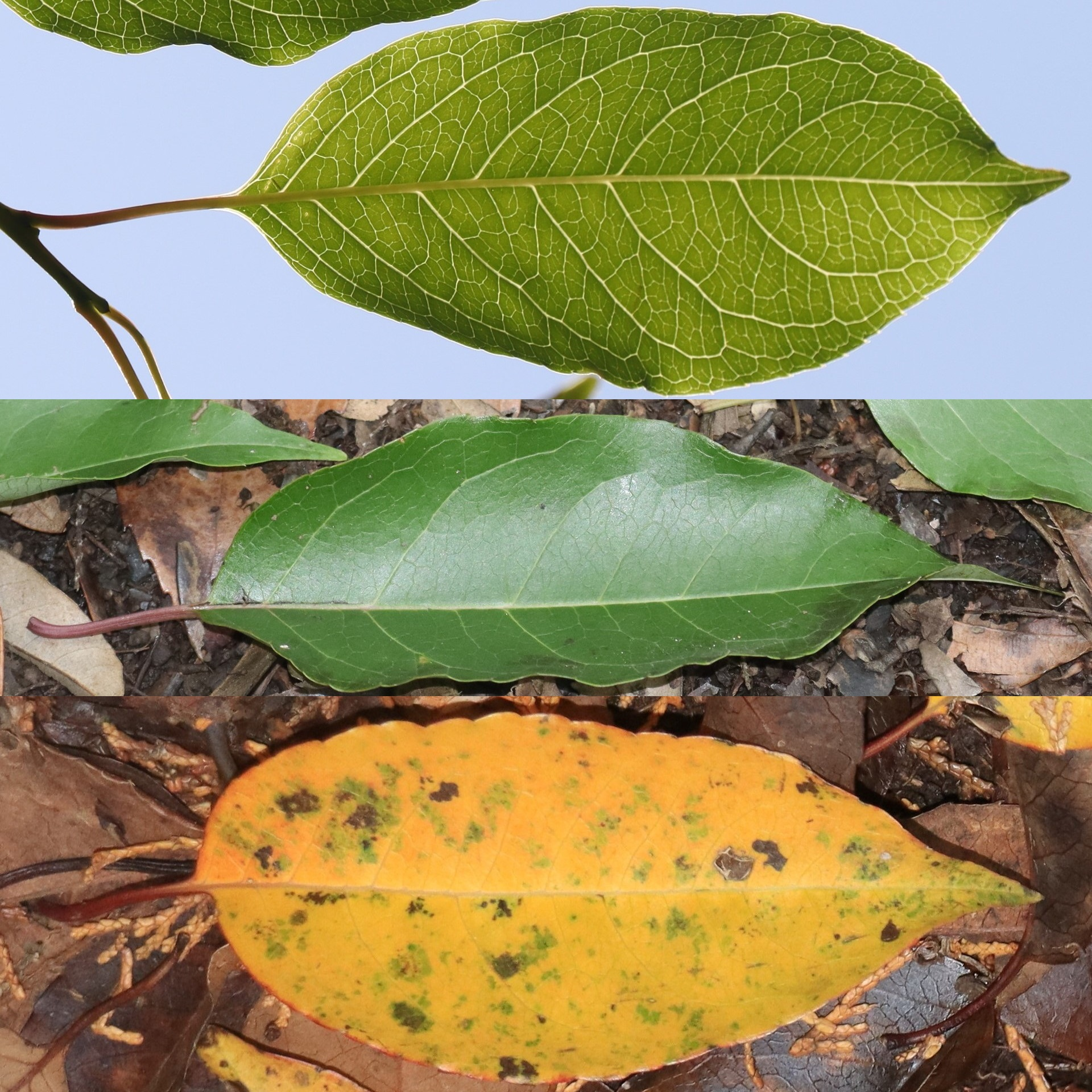
葉は楕円形または卵状長楕円形 上：裏面、中：表面、下：黄葉した落葉の表面

雌雄異株。本年枝の葉腋から長さ2 cmほどの複散形花序を出し、緑白色の花を多数つける。花は直径2-3 mm、花弁は5-8個、長楕円形で長さ約1.5 mm。萼片は5-8個。雄花には完全な雄しべが5-6個と退化した雌しべがある。雌花には雌しべと退化した雄しべがあり、子房は球形、花柱はほとんどなく、柱頭は1個。花期は5-6月。果実は核果で、枝上に群がって密につき、直径約3 mmの球形で10-11月赤く熟す。なかに核が6-8個入っている。核は三角状楕円形で長さ約2 mm、表面はなめらか、なかの種子は1個。実は冬も残り、よく目立つ。

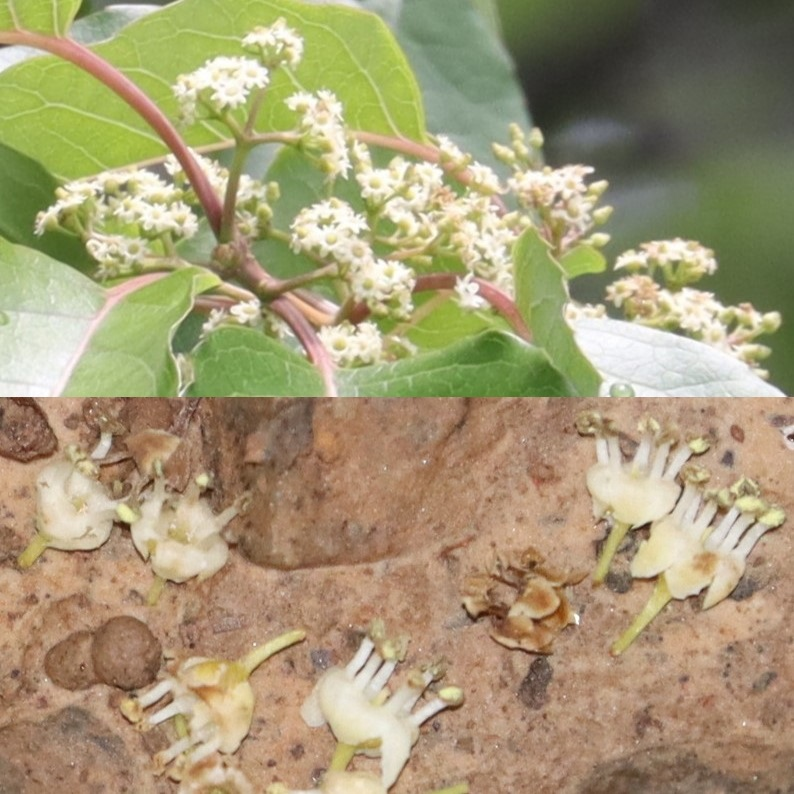
上：雌花には雌しべと退化した雄しべがある 下：雄花には完全な雄しべが5-6個と退化した雌しべがある
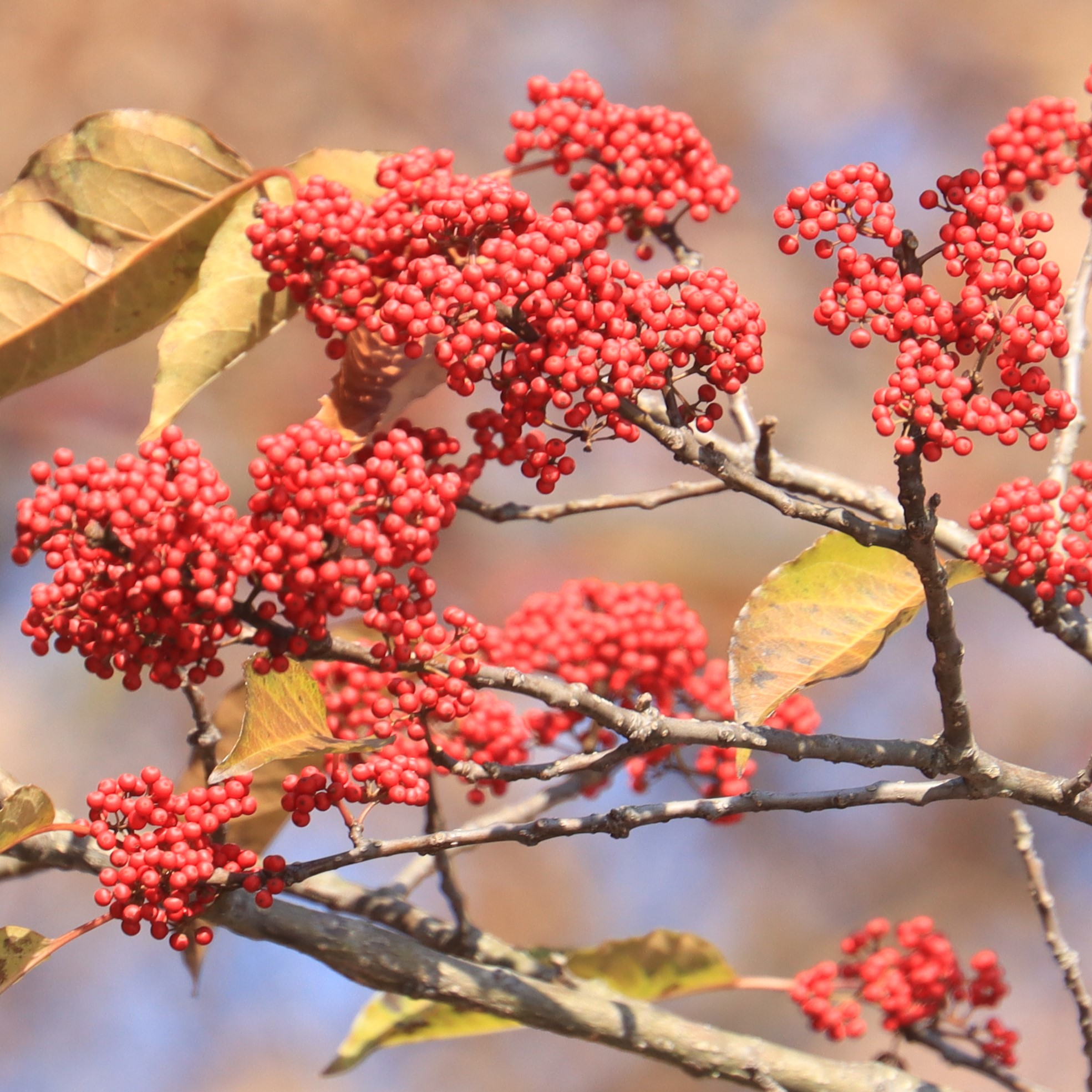
果実は核果で、枝上に群がって密につき、球形で赤く熟す

## 分布と生育環境

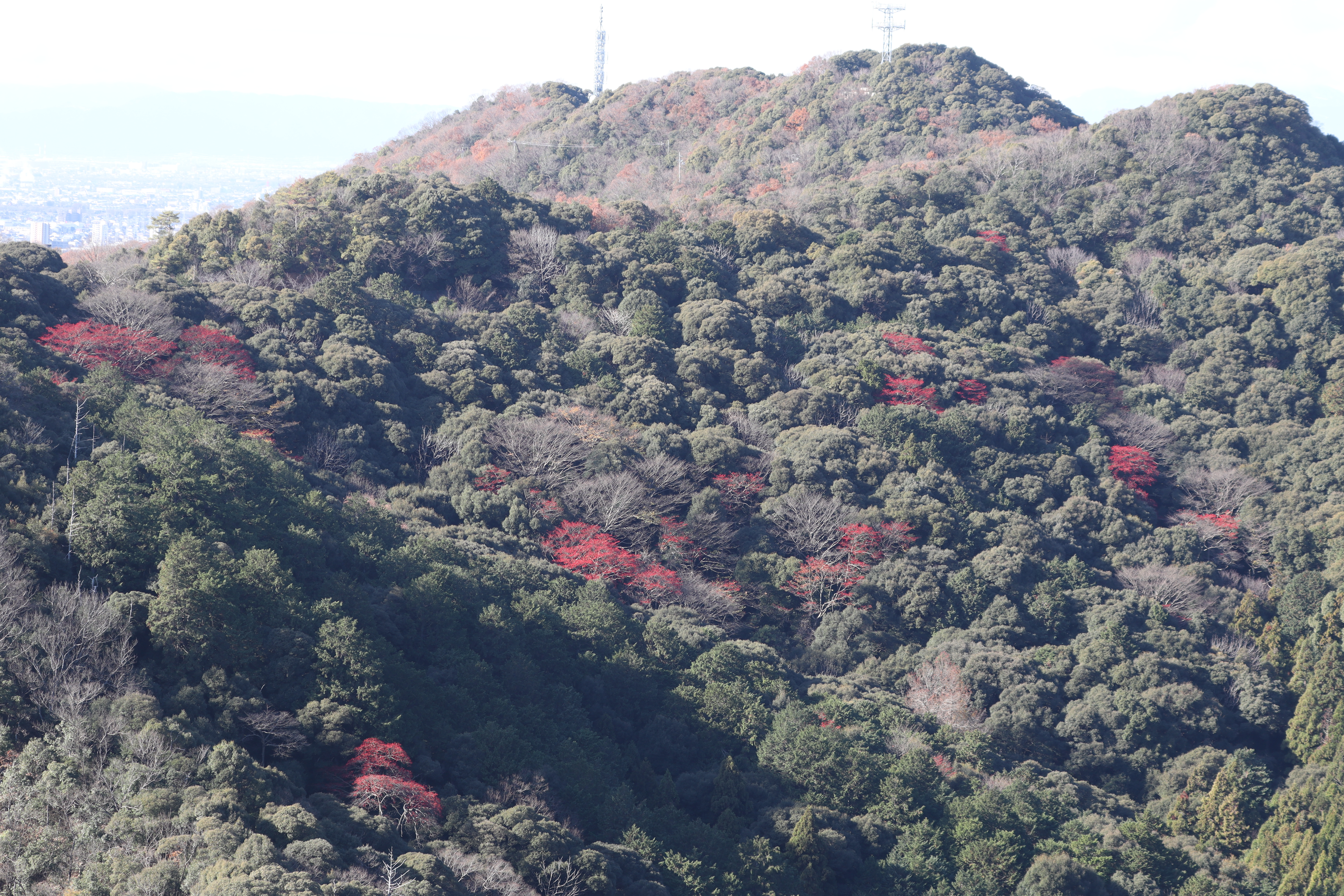
低山の生育するタマミズキ、赤い実をつけた木は雌株、その周辺の枯木は雄株、金華山（岐阜県）にて

中国南部、海南島、台湾、ミャンマー北部、半島マレーシア、ベトナム、日本に分布する。
日本では本州（静岡県、福井県以西）、四国、九州に分布する。やや稀な珍しい樹木であるが、西日本では点々と自生している。
暖温帯の低山地、沿海地の常緑樹林、照葉樹林内に生育する。

## 分類
黄色の実をつける品種として、キミノタマミズキ（黄実玉水木：学名：Ilex micrococca Maxim. f. luteocarpa H.Ohba et S.Akiyama）が知られている。

## 利用
生垣樹木などに園芸利用されている。

## 種の保全状況評価
国際自然保護連合のレッドリストで低危険種（LC）の指定を受けている。日本では環境省による国レベルのレッドリスト受けていないが、以下の都道府県のレッドリストで指定を受けている。
- 絶滅危惧I類 - 福井県[11]、鹿児島県[12]
- 絶滅危惧II類（VU） - 熊本県[13]